# William Hogenson
William Hogenson (né le 26 octobre 1884 à Chicago et décédé en octobre 1965 dans la même ville) est un ancien athlète américain.

## Jeux olympiques
- Jeux olympiques d'été de 1904 à Saint-Louis  États-Unis:
  -  Médaille d'argent sur 60m.
  -  Médaille de bronze sur 100m.
  -  Médaille de bronze sur 200m.